# Tessube
Texube ou Tessube (Teš(š)ub) era o deus do clima hurrita, bem como o chefe do panteão hurrita. A etimologia de seu nome é incerta, embora se concorde que pode ser classificado como linguisticamente hurrita. Tanto escritos fonéticos quanto logográficos são atestados. Como uma divindade associada ao clima, poderia ser retratado tanto como destrutivo quanto protetor. Fenômenos climáticos individuais, incluindo ventos, raios, trovões e chuva, poderiam ser descritos como suas armas. Acreditava-se também que permitia o crescimento da vegetação e criava rios e nascentes. Sua alta posição na religião hurrita refletia a importância generalizada dos deuses do clima na Mesopotâmia Superior e áreas próximas, onde, em contraste com o sul, a agricultura dependia principalmente da chuva em vez da irrigação. Acreditava-se que sua autoridade se estendia tanto aos deuses mortais quanto a outros deuses, tanto na terra quanto no céu. No entanto, o mar e o submundo não estavam sob seu controle. Representações de Texube são raras, embora se concorde que era tipicamente retratado como uma figura armada e barbada, às vezes segurando um feixe de raios. Um exemplo disso é conhecido de Iazelecaia. Em alguns casos, foi retratado dirigindo uma carruagem puxada por dois touros sagrados.
De acordo com Song of Emergence, Texube nasceu do crânio partido de Cumarbi depois que ele arrancou os genitais de Anu com uma mordida durante um conflito sobre a realeza. Essa tradição também é referenciada em outras fontes, incluindo um hino de Alepo e uma inscrição luvita. Uma única referência isolada ao deus da lua Cuxuque sendo seu pai também é conhecida. Em textos individuais, várias divindades podem ser referidas como seus irmãos, incluindo Xausca, Tasmixu e Aranzaque. Sua esposa era Hepate, uma deusa originalmente adorada em Alepo em algum momento incorporada ao panteão hurrita. Seus filhos foram Xamurra, Alanzu e Cunzixali. Outras divindades que se acredita pertencerem à corte de Texube incluem Tenu, Penticali, os touros Xeri e Hurri e os deuses da montanha Namni e Hazi. Os membros de sua comitiva eram tipicamente enumerados nas chamadas caluti, listas de oferendas hurritas. As listas de deuses indicam que Texube poderia ser reconhecido como o equivalente a outros deuses do tempo adorados na Mesopotâmia e mais a oeste na Síria, incluindo Adade e o ugarítico Baal. Na Anatólia, também influenciou o hitita Tarcuna e o luvita Tarcunz, embora todos esses deuses também fossem adorados separadamente uns dos outros.
A adoração de Texube é atestada pela primeira vez no período Ur III, com as primeiras evidências incluindo nomes teofóricos hurritas e numa inscrição real de Urqués. Fontes posteriores indicam que seu principal centro de culto era a cidade de Cume, que ainda não foi localizada com certeza. Sua outra grande cidade sagrada era Arrapa, a capital de um reino homônimo localizado nas proximidades da moderna Quircuque no Iraque. Ambas as cidades eram consideradas centros religiosos de importância suprarregional, e uma série de referências a governantes mesopotâmicos ocasionalmente enviando oferendas a eles são conhecidas. No Reino de Mitani, o principal local associado a ele era Cacate no norte da Síria. Em Quizuatena, no sudeste da Turquia, era adorado em Cumani. Além disso, devido à influência cultural hurrita, passou a ser visto como o deus do clima de Alepo. Ele também era adorado em muitas outras cidades hurritas, e na segunda metade do segundo milênio a.C., era a divindade mais comumente invocada em nomes teofóricos hurritas, com vários exemplos identificados em textos de Nuzi. Também é atestado como uma divindade comumente adorada nos textos ugaríticos, que indicam que elementos hurritas e locais estavam interconectados na prática religiosa desta cidade. Além disso, foi incorporado à religião hitita e à religião luvita. Sua hipóstase associada a Alepo atingiu particular importância neste contexto.
Vários mitos hurritas focados em Texube são conhecidos. A maioria deles é preservada em traduções hititas, embora os eventos descritos neles reflitam a teologia hurrita, em vez da hitita. Muitos deles se concentram na ascensão de Texube à posição de rei dos deuses e seu conflito com Cumarbi e seus aliados, como o monstro marinho Hedamu, o gigante de pedra Ulicumi ou o mar personificado. Esses textos são convencionalmente chamados de Ciclo de Cumarbi, embora tenha sido apontado que Texube é efetivamente o personagem principal em todos eles, levando a propostas ocasionais de renomeação. Texube também é um personagem importante na Canção da Libertação, cujo enredo se concentra em seus esforços para garantir a libertação dos habitantes de Iguingalixe de Ebla. Duas das passagens preservadas tratam adicionalmente de seus encontros com Ixara, a deusa tutelar da última cidade, e Alani, a rainha do submundo. A interpretação da narrativa como um todo e seus episódios individuais permanecem questões de debate acadêmico. Referências adicionais a ele foram identificadas em vários textos literários focados em heróis humanos, incluindo o conto de Apu e a adaptação hurrita do Épico de Gilgamexe.

## Nome
Várias romanizações do nome Texube estão em uso na literatura assiriológica e hititológica, incluindo Teššub, Tešub, Teššob e Teššop. A transcrição das sibilantes surdas é uma convenção moderna que reflete as grafias cuneiformes comuns do nome, mas escritas não apenas com š, mas também s e ṯ são todas atestadas em vários textos. Textos de Nuzi registram múltiplas grafias silábicas, incluindo as mais comuns te-šub, assim como te-šu-ub, te-eš-šub e te-eš-šu-ub, e as raras te9-šub, te-eš15-šu-ub e te-su-ub, a última das quais é atestada apenas uma vez em todo o corpus. Formas abreviadas adicionais, como Te, Tē, Teya ou Tēya, foram usadas na escrita de nomes teofóricos. Foi sugerido que seu desenvolvimento pode ser comparado à possível derivação dos sufixos hipocorísticos še e šeya da palavra šēna, “irmão”. Em nomes de Alalaque foi traduzido como te-eš-šu-ub. Em cartas de Mitani é escrito como dte-eš-šu-ub-bá-. Esta forma aparentemente reflete a pronúncia /Teššob/. Atestações de variantes incomuns com o sufixo -a são limitados a nomes teofóricos de vários sites. Na escrita ugarítica, o nome era consistentemente representado como tṯb (𐎚𐎘𐎁), com apenas um único atestado de uma variante diferente, tṯp (𐎚𐎘𐎔). Dennis Pardee vocaliza esta forma do nome como Teṯṯub. Variantes múltiplas ocorrem no textos da mesma cidade escritos em cuneiforme silábico padrão, por exemplo te-šab, te-šub, dIŠKUR-ub e d10-ub. Em hieróglifos luvitas, o nome poderia ser traduzido como ti-su-pi (Iazelecaia) ou DEUSFORTIS-su-pa-sa (Tel Amar), com uma forma abreviada adicional, TONITRUS-pa-sá/ti-sa-pa, Tispa ou Tisapa, atestada em nomes teofóricos de Carquemis.
A etimologia precisa do nome de Texube é desconhecida, mas presume-se que tenha origem na hurrita. Volkert Haas sugeriu que foi derivado do adjetivo teššai, que ele traduz como “alto” ou “nobre”. No entanto, Daniel Schwemer aponta que esta proposta não fornece uma explicação do sufixo, e que teššai não é uma palavra realmente atestada. Marie Claude Trémouille observa que, embora uma conexão com o termo tešš-, atestado como um equivalente do sumério o título ugula (“supervisor”), foi sugerido, a evidência permanece pouco convincente.